# Jama Rico
Jama Rico – album brytyjskiego puzonisty jamajskiego pochodzenia Rico Rodrigueza. Ukazał się na rynku 9 maja 1982 roku nakładem wytwórni 2 Tone Records. Producentem albumu był Dick Cuthell (utwory A1, A5, B4 produkował razem ze znanym z The Specials Jerrym Dammersem. Utwory A2, A3, B1, B2, i B3 nagrano w  Joe Gibbs Studio w Kingston na Jamaice, resztę utworów w The Town House w Londynie.
Wersja CD ukazała się w Japonii na jednym krążku z That Man Is Forward (poprzednim albumem Rico) nakładem Chrysalis Records.

## Spis utworów
Str.A
1. Destroy Them
2. We Want Peace
3. Jam Rock
4. Some Day
5. Distant Drums

Str.B
1. Love and Peace
2. Java
3. Do The Reload
4. Easter Island